# Zdenko Kral
Zdenko Josef Kral (1. listopadu 1877 Vídeň – 4. ledna 1953) byl rakouský architekt, působící rovněž v Čechách. Byl i vysokoškolským pedagogem na Německé technické vysoké škole v Praze (Deutsche Technische Hochschule in Prag). Na této vysoké škole vykonával ve třicátých letech 20. století funkci rektora.

## Život
Vystudoval Technickou vysokou školu ve Vídni (Technische Hochschule Wien). Poté vstoupil do služeb stavebního úřadu Siemens & Halske A.G. a později do salcburské stavební služby. Pak se stal profesorem na státní průmyslové škole v I. vídeňském okresu. Později byl profesorem deskriptivní geometrie a stavebnictví na hornické škole v Příbrami. V roce 1920 byl jmenován profesorem mechaniky pozemních staveb na Německé technické vysoké škole v Praze a v akademickém roce 1931/32 převzal vedení katedry pozemního stavielství po profesoru Theodoru Bachovi. Navrhl řadu soukromých a veřejných staveb v Salcburku a Čechách a vedl jejich provedení. Byl také činný jako soudní znalec.

## Dílo
- 1928 Kolej německých studentů, Praha 7 - Holešovice, čp. 1430, Strojnická 7 (Dnes Rooseveltova kolej VŠE)
- 1930 správní budova Elektrárenského svazu severopošumavských okresů Tachov s. r. o. ve Stříbře[2]
- 1932 Městské lázně v České Kamenici[3]